# Плауе
Плауе (њем. Plaue) град је у њемачкој савезној држави Тирингија. Једно је од 44 општинска средишта округа Илм. Према процјени из 2010. у граду је живјело 1.908 становника. Посједује регионалну шифру (AGS) 16070043.

## Географски и демографски подаци
Плауе се налази у савезној држави Тирингија у округу Илм. Град се налази на надморској висини од 330 метара. Површина општине износи 18,2 km². У самом граду је, према процјени из 2010. године, живјело 1.908 становника. Просјечна густина становништва износи 105 становника/km².